# باشگاه فوتبال شلاسک وروتسواف
باشگاه فوتبال شلاسک وروتسواف (انگلیسی: Śląsk Wrocław) که با نام شلاسک نیز شناخته می‌شود، نام یک باشگاه فوتبال حرفه‌ای است که در شهر وروتسواف، در کشور لهستان قرار دارد. این باشگاه در سال ۱۹۴۷ ایجاد شد. ورزشگاه این تیم، استادیوم وروتسواف است که گنجایش ۴۲۷۷۱ تماشاچی را دارد. این تیم در فصل ۲۰۱۶–۱۷ میانگین ۹۴۴۷ تماشاچی را ثبت کرد.

## افتخارات
- لیگ برتر فوتبال لهستان[۲]
  - برنده (۲): ۲۰۱۱–۱۲ و ۱۹۷۶–۷۷

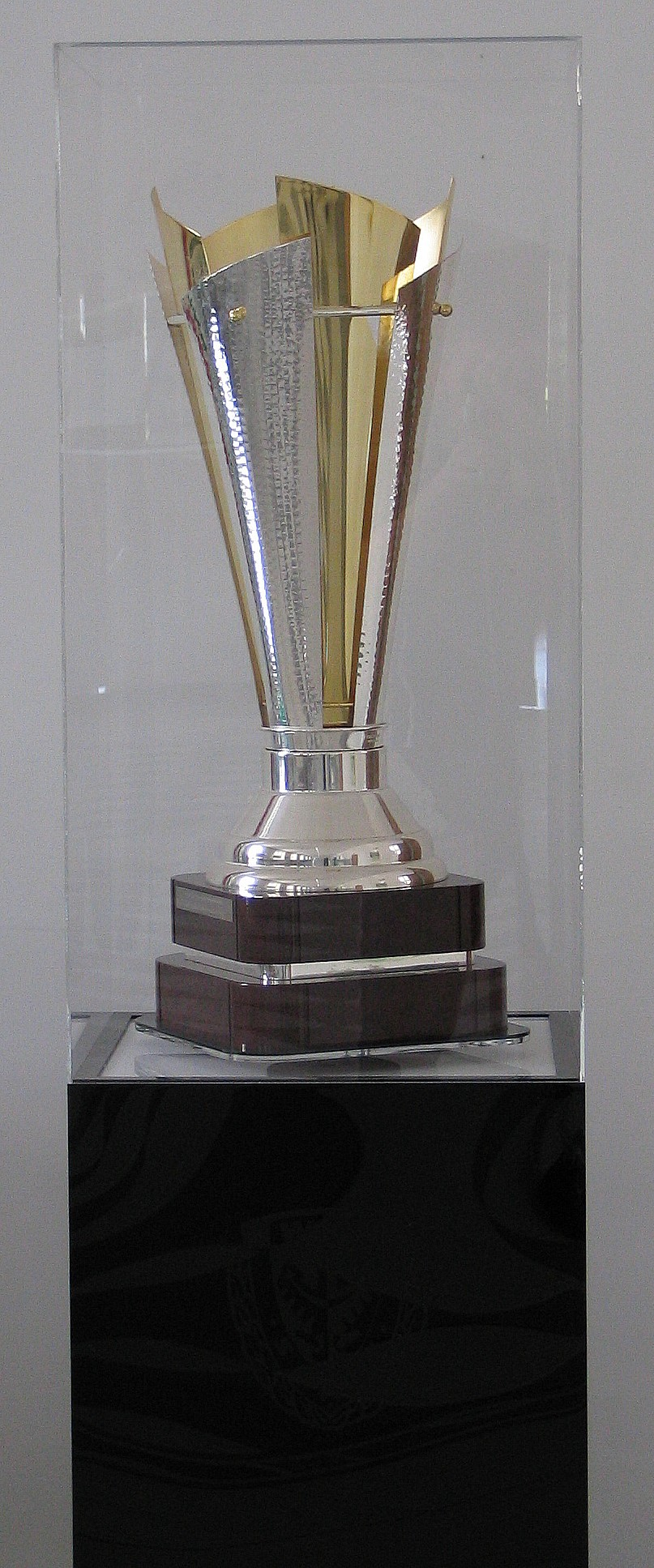
کاپ قهرمانی لیگ لهستان

  - دومی (۳): ۱۹۷۷–۷۸ , ۱۹۸۱–۸۲ , ۲۰۱۰–۱۱
- کاپ لهستان[۳]
  - برنده (۲): ۱۹۷۵–۷۶، ۱۹۸۶–۸۷
  - دومی (۱): ۲۰۱۲–۱۳
- استراکلاسا کاپ[۴]
  - برنده (۱): ۲۰۰۹
- سوپرکاپ لهستان[۵]
  - برنده (۲): ۱۹۸۷، ۲۰۱۲

## بازیکنان برجسته
- توماش یودوویتس
- دالیبور استفانوویچ
- مارچین واشیلفسکی
- ولادزلف مودا
- آدام ماتیسک
- فرشاد احمدزاده